# Marcel Strauss
Pour les articles homonymes, voir Strauss.
 (juillet 2024).
Si vous disposez d'ouvrages ou d'articles de référence ou si vous connaissez des sites web de qualité traitant du thème abordé ici, merci de compléter l'article en donnant les références utiles à sa vérifiabilité et en les liant à la section « Notes et références ».
Marcel Strauss, né le 15 août 1976 à Feuerthalen, est un coureur cycliste suisse.

## Biographie
Marcel Strauss commence sa carrière professionnelle en 1999 dans l'équipe Post Swiss. En 2000, il devient vice-champion de Suisse et obtient plusieurs places d'honneur durant le Tour de Suisse. L'année suivante il est recruté par la formation allemande Gerolsteiner. Il y effectue six saisons, remportant une victoire d'étape sur le Ster Elektrotoer en 2002. Non-conservé au sein de la Gerolsteiner fin 2007, il intègre l'équipe suisse Stegcomputer-CKT en 2008. Il arrête sa carrière fin 2008 et devient vigneron. 

## Palmarès

### Coureur amateur
- 1994
  - 2e étape du Grand Prix Rüebliland
  - 2e du Grand Prix Rüebliland
  - 2e du championnat de Suisse sur route juniors
- 1997
  - Transalsace International
  - 10e du championnat d'Europe du contre-la-montre espoirs
- 1998
  - 2e du Tour du Tessin
  - 2e du Tour de Slovaquie
  - 3e du Grand Prix de Francfort espoirs

### Coureur professionnel
- 2000
  - Tour de la Suisse méridionale
  - 2e du championnat de Suisse sur route
  - 2e du Tour de Berne
  - 2e du Tour du Canton de Genève
- 2001
  - 2e du Ster Elektrotoer
- 2002
  - 5e étape du Ster Elektrotoer
- 2005
  - 3e du Grand Prix du canton d'Argovie
  - 3e du championnat de Suisse sur route
- 2006
  - 2e du championnat de Suisse sur route

## Résultats sur les grands tours

### Tour d'Italie
3 participations
- 2003 : abandon (14e étape)
- 2004 : 105e
- 2005 : 102e

### Tour d'Espagne
2 participations
- 2005 : abandon (10e étape)
- 2006 : non-partant (10e étape)

## Classements mondiaux
| Année         | 2008 |
| ------------- | ---- |
| UCI Asia Tour | 158e |